# Spółgłoska drżąca dwuwargowa bezdźwięczna
Spółgłoska drżąca dwuwargowa bezdźwięczna – rodzaj dźwięku spółgłoskowego występujący w językach naturalnych. W międzynarodowej transkrypcji fonetycznej IPA oznaczana symbolem: [ʙ̥].
Tylko kilka języków rozróżnia fonetycznie spółgłoskę drżącą dwuwargową bezdźwięczną i jej dźwięczny wariant; np. mangbetu (Kongo) czy ninde (Vanuatu).

## Artykulacja
W czasie artykulacji podstawowego wariantu [ʙ]:
- modulowany jest prąd powietrza wydychanego z płuc, czyli artykulacja tej spółgłoski wymaga inicjacji płucnej i egresji,
- tylna część podniebienia miękkiego zamyka dostęp do jamy nosowej,
- prąd powietrza w jamie ustnej przepływa ponad całym językiem lub przynajmniej powietrze uchodzi wzdłuż środkowej linii języka,
- dolna warga kontaktuje się z górną wargą w periodyczny sposób, tworząc serię szybkich zwarć i rozwarć. Kilkakrotna blokada przepływu powietrza nadaje głosce charakterystyczny warkot.
- wiązadła głosowe nie drgają, spółgłoska ta jest bezdźwięczna

## Przykłady
| Język          | Słowo w MAF | Znaczenie                   |       |
| -------------- | ----------- | --------------------------- | ----- |
| arara parajski | [ʙ̥utakeni]  | małe, w krąg uprawiane pole | [ 2 ] |
| neverver       | [naɣaᵐʙ̥]    | ogień, drwa                 | [ 3 ] |
| ubyski         | [t͡ʙ̥aχəbza]  | język ubyski                |       |